# Rhinolophus mitratus
Rhinolophus mitratus är en fladdermusart som beskrevs av Edward Blyth 1844. Rhinolophus mitratus ingår i släktet Rhinolophus och familjen hästskonäsor. IUCN kategoriserar arten globalt som otillräckligt studerad. Inga underarter finns listade i Catalogue of Life.
Denna fladdermus är bara känd från en liten region i delstaten Jharkhand i östra Indien. Den lever i ett kulligt område vid cirka 300 meter över havet. Individer av arten hittades 1844. Nyare iakttagelser är inte dokumenterade.